# Rzeczy Piękne
Rzeczy Piękne – miesięcznik poświęcony architekturze, sztukom plastycznym i przemysłowi artystycznemu wydawany w Krakowie w latach 1918–1919 i 1925–1932 pod redakcją A. Dobrodzickiego. Pismo było kontynuacją „Architekta”. Wśród podejmowanych na łamach tematów była m.in. kwestia rewindykacji polskich dzieł sztuki. Pismo wyróżniało się wysokim poziomem szaty graficznej, kolorowymi ilustracjami. Wśród współpracowników byli: Adolf Szyszko-Bohusz, Jerzy Remer, K. Witkiewicz, A. Niezabitowski.
Nakład sięgał 1 tys. egzemplarzy.